# 長良川カントリー倶楽部
長良川カントリー倶楽部（ながらがわカントリーくらぶ）は、  岐阜県岐阜市にあるゴルフ場である。

## 概要
岐阜県には、1958年（昭和33年）、ゴルフ場が一つもなかった、ゴルファーは大阪、京都、名古屋、遠く東京まで遠征することもあった。その年、岐阜市長良福光の長良川畔にある県営グラウンド内に、9ホールの練習コースが造られた、岐阜県のゴルフ場第1号であり、「長良川カントリー倶楽部」の前身である。
1960年（昭和35年）、「岐阜カンツリー倶楽部」（設計・上田治）が開場された、それに刺激され、長良川畔の練習コースを本格的なゴルフ場の建設に向け動き出した。建設地に決まったのが、岐阜市長良雄総の北裏山の7万坪で、長良川を見下ろす、岐阜城の金華山を眺める恵まれた用地である。コース設計は、先に決まっていた、上田治に依頼した。
新たなゴルフ場の建設に向け、中心で進めたのが渡辺甚吉である、名門の「程ヶ谷カントリー倶楽部」（1922年（大正11年）開場、設計・赤星四郎）会員で、練習コース造りからの理事長だった。1962年（昭和37年）2月、9ホールの造成工事が着工され、翌1963年（昭和38年）5月3日、9ホール、2,235ヤード、パー31のコースが開場された。
それから10年後、1973年（昭和48年）11月3日、9ホールを増設し、18ホール、4,220ヤード、パー62のコースが完成した、パー3のコースが10ホール、パー4のコースが8ホールと珍しいコース構成である。コースの特徴は、狭い用地だが地形を上手に生かした、ブラインドの無いコースである。

## 所在地
〒502-0017 岐阜県岐阜市長良雄総北裏山862番地８
コース情報
- 開場日 - 1963年5月3日
- 設計者 - 上田 治 氏
- 面積 - 380,000m2（約11.4万坪）
- コースタイプ - 丘陵コース
- コース - 18ホールズ、パー62、4,220ヤード、コースレート60.5
- フェアウェー - コウライ
- ラフ - ノシバ
- グリーン - 1グリーン、コウライ
- ハザード ^ バンカー32、池が絡むホール４
- ラウンドスタイル - 全組セルフプレー、５名乗用カート
- 練習場 - 15打席200ヤード
- 休場日 - １月１日[2][3]

## クラブ情報
- ハウス面積 - 3,712m2（1,122.8坪）
- ハウス設計 - 谷口吉郎建築設計研究所
- ハウス施工 - 大日本土木株式会社[2][3]

## ギャラリー
- コース - [4]
- ハウス - [5]

## 交通アクセス
- 鉄道 - JR東海（東海道本線・高山本線） - 岐阜駅より タクシー利用約20分
- 道路 - 東海北陸自動車道 - 岐阜各務原ICより 約11.5km[6]

## 関連文献
- 『ゴルフ場ガイド 西版』、2006-2007、「長良川カントリー倶楽部」、東京 ゴルフダイジェスト社、2006年5月
- 『美しい日本のゴルフコース BEAUTIFUL GOLF CULTURE IN JAPAN 日本のゴルフ110年記念 ゴルフは日本の新しい伝統文化である』、ゴルフダイジェスト社「美しい日本のゴルフコース」編纂委員会編、「岐阜初のゴルフ場長良川畔9ホールが移転し上田治設計で再開場」、東京 ゴルフダイジェスト社、2013年12月